# Ретеюм, Алексей Александрович
Алексе́й Алекса́ндрович Ретею́м (род. 9 августа 1968, Москва, СССР) ― российский общественный деятель. Директор по развитию Общероссийской общественной организации «Всероссийское общество охраны природы» (с 2022 года). Старший научный сотрудник НОЦ «Ботанический сад Петра I» Биологического факультета МГУ им. М. В. Ломоносова (с  июля 2022 г. по июль 2023 г.).  Вице-президент Московского общества испытателей природы (с 2016 по 2021 год). Председатель совета  Ассоциации по развитию городских парков и общественных пространств (с 2020 года). Депутат муниципального округа «Мещанский» (г. Москва) от партии «Единая Россия» (c 2017 года). Советник ректората МГУ имени М. В. Ломоносова (с 2024 года). Почетный член Российской академии художеств. С 1993 по 2022 год — заместитель директора (заведующий филиалом) Ботанического сада биологического факультета МГУ «Аптекарский огород».

## Биография
Алексей Александрович Ретеюм родился в 1968 году в Москве. В 1990 году окончил географический факультет МГУ имени М. В. Ломоносова.
C 1993 по 2022 год — заместитель директора, заведующий филиалом Ботанического сада биологического факультета МГУ «Аптекарский огород» . С июля 2022 года по 24 июля 2023 года — старший научный сотрудник НОЦ «Ботанический сад имени Петра I» биологического факультета МГУ. Имеет научные публикации (две статьи в журналах и сборниках, является соавтором трех книг), регулярно делает доклады на конференциях, участвует в НИРах..
В 2016 – 2021 годах — вице-президент Московского общества испытателей природы.
С 2016 год — ведущий концертов в Большом зале Московской государственной консерватории имени П. И. Чайковского, дворце культуры имени Горбунова, Центральном Доме Российской Армии имени М.В.Фрунзе, конгресс-центре «Олимп Холл», главном здании МГУ имени М. В. Ломоносова, «Аптекарском огороде» и др.
С сентября 2017 года — депутат муниципального округа Мещанский г. Москвы от партии «Единая Россия».
С апреля 2018 года — председатель сектора ландшафтного проектирования и озеленения в НКО «Ассоциация по развитию городских парков и общественных пространств», с 2020 года — председатель Совета организации.
В июне 2018 года возглавил работы по восстановлению ООПТ «Ботанический сад имени П. И. Травникова».
С ноября 2016 по 2020 год — автор и ведущий программы «Органика» на радиостанции «Радио Культура» (входит в состав Федерального государственного унитарного предприятия «Всероссийская государственная телевизионная и радиовещательная компания» (ВГТРК)). Некоторые выпуски передачи были тематическими. Например, 9 мая 2018 года вышла передача, посвященная изобразительному искусству эпохи Великой Отечественной войны.
С 2024 года — советник ректората МГУ имени М. В. Ломоносова.

## Награды
- Благодарность Российского Императорского Дома «За примерное служение Отечеству, высокополезные труды на поприще просвещения и значительный личный вклад в формирование патриотического воспитания» (2015)[16]
- Медаль ордена «За профессионализм и деловую репутацию» (2016)
- Медаль ордена «За службу Отечеству» (2017)[17]
- Благодарственная грамота Московской городской думы за активную деятельность в Год экологии (2017)
- Орден «За службу Отечеству» (2021)[18]
- Благодарственная грамота «За сохранение зелёного оазиса в центре мегаполиса» от Общественной палаты РФ (2018)
- Почетное членство Российской академии художеств (2018)[19]
- Лауреат экологической премии Правительства Москвы в номинации «Лучший эколого-образовательный и эколого-просветительский проект» (2022) [20][21]
- Благодарность Председателя Комитета Совета Федерации по аграрно-продовольственной политике и природопользованию А. В. Двойных за активную поддержку Экодиктанта 2022 и популяризацию передовых экологических инициатив среди населения страны (2022) [22]
- Лауреат экологической премии Правительства Москвы в номинации «Лучший эколого-образовательный и эколого-просветительский проект» (2023)
- Медаль «За активную гражданскую позицию и патриотизм» Союза ветеранов госбезопасности (2024)